# ウエスタン健康科学大学
ウエスタン健康科学大学（ ウエスタンけんこうかがくだいがく、Western University of Health Sciences, WesternU ）は、健康医療専門職のための私立非営利の大学。メインキャンパスはカリフォルニア州 ポモナのダウンタウンに22エーカー (8.9 ha)、オレゴン州 レバノンにある 50エーカーのキャンパス、Osteopathic Medicine of the Pacific, Northwestがある。WesternUは、osteopathic medicine（オステオパシー 医学）、dental medicine（歯学）、optometry（検眼学）、podiatric medicine（足病学）、看護学、physician assistant studies（医師補助研究）、理学療法、薬学、biomedical sciences（ 生物医学科学 ）、および獣医学の学位を授与している。3833人の学生が登録されていて（2018-19） 9学部、21学術プログラムを提供する、カリフォルニア州の健康医療専門職のための最大規模の大学の一つであり、米国の健康科学大学の中でも最も広範囲にわたっている。
WesternU Healthの旗印の下、大学はカリフォルニアとオレゴンでさまざまな患者ケアリソースを運営している。WesternU・ポモナキャンパス内にあるPatient Care Centerは、医療センター、歯科センター、アイケア研究所、薬局、旅行健康センターがあり、これらはすべて一般公開されている。WesternU・ポモナには、ペットヘルスセンターもあり、予防接種、手術、歯科治療などさまざまな獣医サービスを提供する。WesternUはまた、カリフォルニア南部のさまざまな場所で医療サービスを提供している。プライマリケアサービスは、オレゴン州ポートランドのOliver Stationキャンパスで利用できる。
ポモナキャンパス内には、オーラルヘルスセンター（口腔の健康促進に焦点を当てているNPO団体）、南カリフォルニア医療博物館およびハリス障害者および健康政策センターもある。
1977年に設立されたWesternUでの最初のプログラムは、医学校、College of Osteopathic Medicine of the Pacific（太平洋オステオパシー医学部、COMP）であった。それ以来、いくつかの学部が追加された。2003年に獣医学部が開校したのは、米国で20年ぶりに設立した獣医学部だった。2007年に、WesternUは米国で初めて獣医学部の学部長として女性を任命した。2009年には、3つの新しい学部（歯科医学、検眼、足病医学）が設立した。2011年、オレゴン州 レバノンに College of Osteopathic Medicine of the Pacific - Northwest（COMP-Northwest）と呼ばれるキャンパスを開設した。2015年、大学の創立学長であるPhilip Pumerantzが引退した。当時、彼はアメリカ合衆国で最も長く在籍していた大学の創立学長であり、現在米国で記録は破られていない。
WesternUのすべてのプログラムは専門家認定を受けており、大学はWestern Association of Schools and Collegesの認定を受けている 。COMPは、アメリカオステオパシー協会のオステオパシーカレッジ認定委員会によっても認定されている。

## 歴史
WesternUは、1977年にオステオパシー医学部 （COMP）として設立され、現在はオステオパシー医学博士（DO）を輩出している。カリフォルニア州立オステオパシー内科医および外科医の交際の複雑な時代を迎え、カリフォルニアでは初めての医学部開校となった。カリフォルニア州立大学オステオパシー医科大学院は、MD付与校として短期間で独立した。まもなくカリフォルニア大学アーバイン医学部へと発展した。1977年に設立されたWesternU College of Medicineは、ロッキー山脈の西側で唯一のオステオパシー医学校であった 。
開学時COMPコースには36人の学生がいて、そのうち最初の卒業生（アルファベット順に卒業）は、現在University Board of Trusteesの議長を務めている。
1986年に、大学は2番目の学位、Master of Science in Health Professions Education（保健専門職教育における科学の修士号）を提供し始めた。4年後の1990年に、physician assistant（医師アシスタント）プログラムが始まり、2000年に修士レベルの課程になった。1992年に理学療法プログラムが始まった。
1996年に、Western Association of SchoolsとColleges granted accreditationが、大学（university）として認定を授与したとき、大きな転換が起こり、オステオパシー医学大学は「Western University of Health Sciences」  になった。1996年には、薬学部も設立した 。

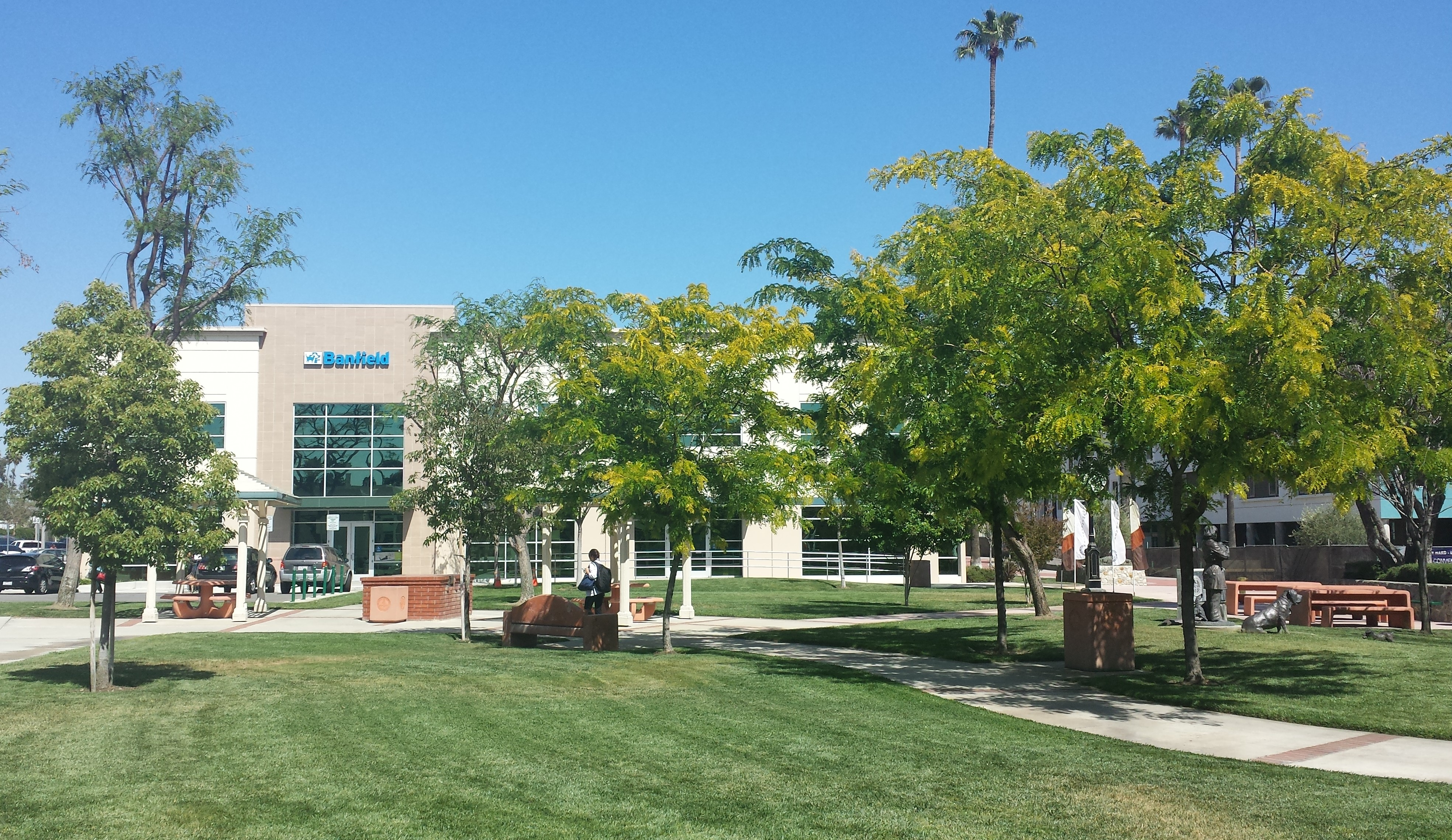
Ethan Allen Park、ペットヘルスセンター。

1983年以来、米国で最初の新しい獣医学校として、1983年に獣医学部が貝セスした。実際には2003年に始まり、大学は2010年に完全な認定を獲得した。学部長として女性を任命した米国で最初の獣医学学校となった。2008年、大学はBanfield Pet Hospitalを一般に公開しました。2014年、WesternUはペット病院の運営と管理を単独で引き受けた 。
2009年に、WesternUで3つの新しい学部（足病学、検眼、歯科）  を開設し急成長した。翌2010年に、Patient Care Centerがオープンし、医療、歯科、検眼、足病学および薬局サービスを地域社会に提供した。2011年、WesternUは、オレゴン州レバノン に、太平洋北西部のオステオパシー医学部と呼ばれる新しい医学校キャンパスを開設した 。大学はレバノンキャンパスに追加の学部を開設する予定 。
2015年1月に、WesternUのWestern Diabetes Institute（ウエスタン糖尿病研究所、WDI）は、スコットランドの機関と共同で、英国国民健康サービスに加盟するWDIとして、「Scottish Care Information Diabetes Collaboration」の開発を支援した。2015年10月、WesternUはすべての学部で解剖学の教育を強化するためにバーチャルリアリティラーニングセンターを開設した。教員主導のバーチャルリアリティ技術は、歯科、医学、獣医学、看護学、薬学および健康専門職の学校で使用されている。大学はまた、2つの患者ケアセンターを運営し、ポモナキャンパスにはペットウェルネスセンターもある。WesternUポモナキャンパスはまた、口腔衛生センター（口腔衛生の促進に焦点を当てている非営利団体）、南カリフォルニア医学歴史博物館、および障害と健康政策のためのハリスファミリーセンターの本拠地でもある。
2015年に、Dr. Pumerantz は38年間続けた歳で創立学長職を辞任した 。当時、彼は米国で最長の在籍期間をもつ創立学長、そして米国で2番目に長い在籍期間をもつ大学学長だった 。2016年に、Dr. Daniel R. Wilsonが学長就任した。2017年11月、WesternUはロサンゼルスにアイケア研究所を設立した。これは低視力を改善するためのリハビリテーションを専門としている。
Chronicle of Higher Education は、2012年から2018年まで毎年、働くための素晴らしい大学（Great Colleges To Work For）としてWesternUを認定し、4年間Honor Rollになっていた。2017年、WesternUは米国内で7番目に多い出願を受けた医学校だった 。2018年、US News＆World Reportは、米国の全医学校の中で、プライマリ・ケア医のレジデントに入った医学卒業生の割合が11位だった 。大学はポモナで4番目に大きい事業所であり、1,000人以上の従業員を擁し、ダウンタウンの経済発展に大きく貢献しており、この地域に数百万ドルをもたらしている 。

## アカデミックと認定機構
| カレッジ                          | 設立   | 認定                            |
| --------------------------------- | ------ | ------------------------------- |
| WesternU                          | 1996年 | 大学単科大学の西部連合          |
| Allied Health                     | 1996年 | アメリカ理学療法協会 ARC-PA     |
| Dental Medicine                   | 2009年 | アメリカ歯科医師会              |
| Graduate Nursing                  | 2001年 | 大学看護教育委員会CCNE          |
| Optometry                         | 2009年 | アメリカ検眼協会                |
| Osteopathic Medicine - California | 1977年 | アメリカオステオパシー協会 COCA |
| Osteopathic Medicine - Oregon     | 2011年 | アメリカオステオパシー協会COCA  |
| Pharmacy                          | 1996年 | 薬学教育のための認定評議会      |
| Podiatric Medicine                | 2009年 | アメリカ足病医学会              |
| Veterinary Medicine               | 2003年 | アメリカ獣医学会                |

WesternUは9学部21プログラムを、それぞれ学期スケジュールで提供している。WesternUでのすべてのプログラムはポストバカロレアで、健康科学の専門職に焦点を当てている。すべてがそれぞれの国内認定機関によって認定されています。大学自体は西部学校協会の認定を受けている。博士号は、オステオパシー医学、歯科医学、検眼医、獣医学、薬学、実践看護医、理学療法、および足病医がある。
いくつかの修士課程プログラムは、薬学、健康科学、医師補助研究、看護学、生物医学科学、医学でも提供されている。保健専門職教育における科学の修士号は、教育に関心を持つ医療専門家に教育スキルを提供するために提供されている。2つの遠隔教育プログラム（看護実践博士（DNP）と科学看護学修士（MSN））が提供されていて、他のすべてのプログラムは昔ながらの大学キャンパスでの開講となっている。その他の学部やプログラムも検討中である。

### 専門家間教育
アメリカで最も総合的な健康科学専門教育の大学としてのWesternUは、全9学部が関与する統合プログラムを備えたInterprofessional Education （専門家間教育、IPE）の先駆者である。このプログラムは2007年に始まった 。プログラムの目標は、他の医療従事者の理解を深めること、そして患者中心のケアとヘルスケア管理へのチームアプローチを提供し促進することで、患者ケアの向上につながる。共同実践の奨励による専門職間教育の有効性については議論があるが、専門家間教育は米国の健康科学カリキュラムにおいてますます一般的な要素となっており、世界保健機関を含む多くのグループは、医療ミスを減らす医療制度の改善手段と見なしている 。
専門家間教育プログラムの一環として、学生は学部教員のファシリテーターと小グループで集まり、提示された症例について、専門家間の知識と意識、経済的または倫理的な課題、コミュニケーションの障壁など、非臨床的側面について複雑なケースで話し合う。2010 - 11年度、IPEプログラムには大学の9つの学部から850人の学生と150人の教員が参加した。グランドラウンドやジャーナルクラブによる臨床IPEローテーションの拡大が進行中である 。

### 研究
WesternUは研究ポートフォリオを拡大しており、基礎科学、トランスレーショナル、および臨床科学のさまざまな分野で研究を行っている。研究の強みは、神経生物学、分子 / 代謝性疾患、感染症 / 免疫学の3つ 。神経生物学の対象には、アルツハイマー病、中枢神経系疾患、遺伝性疾患、環境病理、および幹細胞療法がある 。分子性疾患および代謝性疾患の対象には、癌、心血管疾患、糖尿病、および肥満がある 。感染症および免疫学の対象には、結核、狂牛病、鳥インフルエンザ、およびメチシリン耐性黄色ブドウ球菌がある 。研究は国立衛生研究所、ワンサイト財団、ポッツ財団、アメリカ癌協会、アメリカ心臓協会、アメリカ肺協会 、およびカリフォルニア再生医学研究所によって資金提供されている 。

## 患者のケアと教育
WesternUには2つの患者ケアセンターがあり、1つはカリフォルニア州ランチョクカモンガにあり、もう1つはカリフォルニア州ポモナのメインキャンパスにある。WesternUは1984年に、最初の患者ケアセンター、地域医療クリニックを開設した。Pomona Patient Care Centerは、2010年5月にオープンし、患者数は年間10,000人以上ある。Patient Care Centerには、Medical Center、Foot＆Ankle Center、Eye Care Center、Dental Center、Pharmacyがある。このセンターには、認定糖尿病教育センターである Western Diabetes Institute も併設されている 。同研究所は、糖尿病患者に効率的で質の高いケアを提供するように設計された患者中心の診療ユニットである。Rancho Cucamonga 患者ケアセンターは2008年にオープンし、地域医療、内科、足と足のケアを提供している。WesternUは、学術保健センター協会（Association of Academic Health Centers）の会員  である。大学院生の健康科学教育、特に西部諸州のパートナーと連携した大学院生の医学教育の拡大における主要なリーダーでもある。
1998年に、大学は障害と健康政策のためのハリスファミリーセンターを設立した 。センターは、障害のある個人の健康上のニーズを主張し、組織、企業、および病院が障害のある人々のニーズを満たすのに役立つよう、コンサルテーションとトレーニングを提供している 。

## キャンパス

### ポモナキャンパス

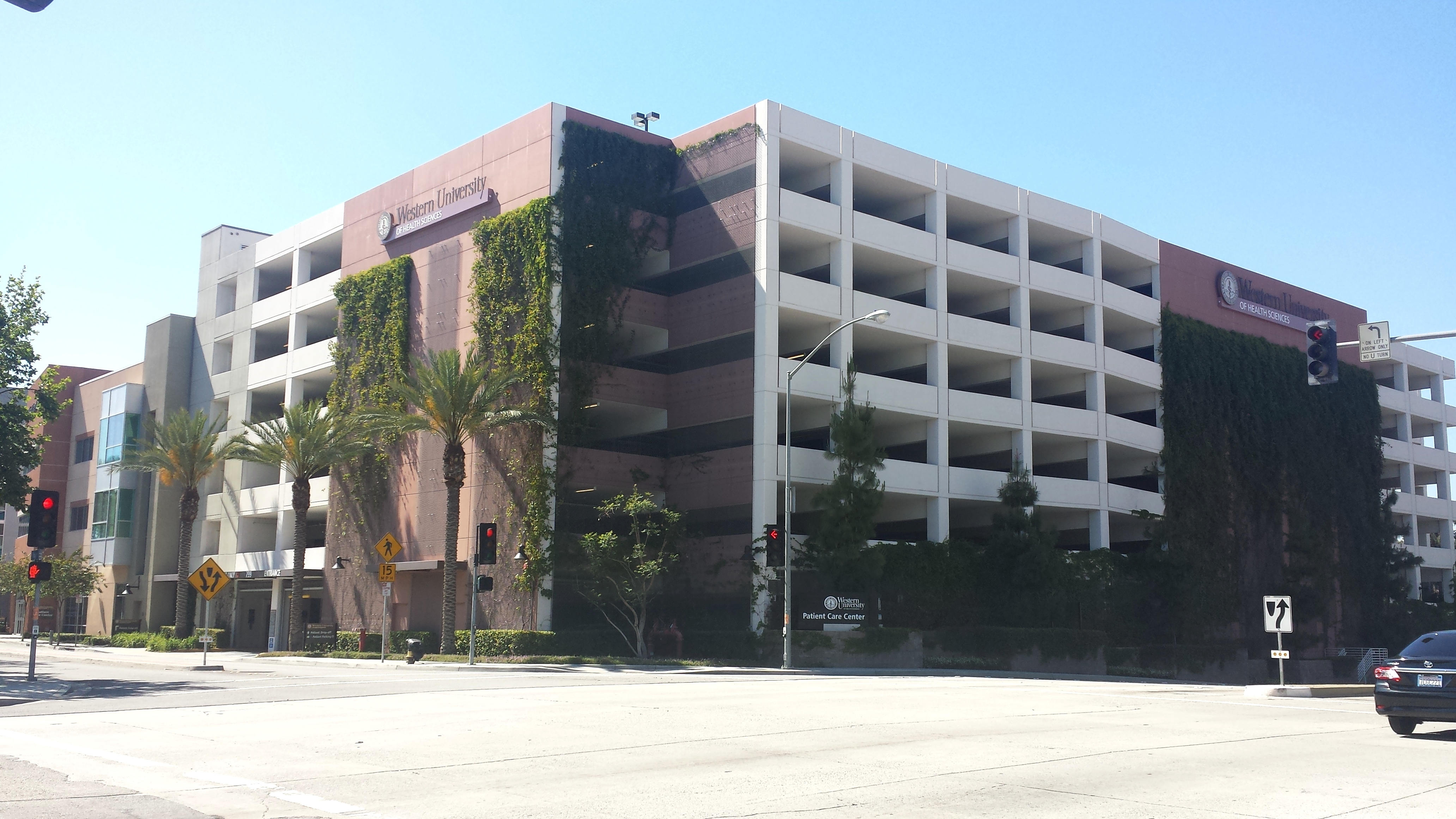
E 2ndとS Towne Avenueにある駐車場。

WesternUのメインキャンパスはカリフォルニア州ポモナのダウンタウンにあり、正式な住所は309 East 2nd Street。設立時、キャンパスの一部はアウトドアショッピングモールから大規模に改装された。それ以来、患者ケアセンター、ペット病院、教室、研究施設など、いくつかの建物を取得、建設してきた。都市キャンパスには2つの公園がある。ポモナキャンパスは、メインの「エスプラネード」に沿って7つの街区にまたがる19の主要な建物から成り、敷地面積は 22エーカー (8.9 ha) ある 。
キャンパスの北東隅には、保健教育センター、患者ケアセンター、広い駐車場がある。これらWesternUの建物は、1億ドル規模の拡張プロジェクトの一環として、2010年にオープンした 。健康教育センターは、医学、歯科、足病学、検眼の各学部も収容する180,000平方フィートの教育研究施設 。センターの4階には最先端の研究所がある。7層の駐車場は600台分の駐車スペースがある 。
健康教育センターのすぐ西には、キャンパス内にあるペット病院および診療所であるWesternU Pet Wellness Centerがある。施設は、2008年にバンフィールドペット病院として設立し、2014年にWesternU単独運営に移行した。このセンターでは、予防接種、去勢および避妊手術、マイクロチップの装着、外科手術、歯科検査および清掃、さらにノミ、マダニ、および寄生虫の駆除などのプライマリケアサービスを提供している 。センターには、手術室、レントゲン室、検査室6部屋、隔離施設がある。
The Daumierは、ペット病院の南に位置する3階とリンデンストリートの3.6エーカーの複合用途の建物である。2014年6月に完成し、総工費4,500万ドルで、主にWesternUの学生住宅として173,000平方フィートの施設として機能したが、研究および教育支援スペース、フィットネスセンター、コミュニティプール、メディアルーム、他の大学の事務所 DaumierはLEEDシルバー仕様に設計された 。建物は19世紀のフランス人アーティスト、HonoréDaumierにちなんでDaumierと名付けられた 。

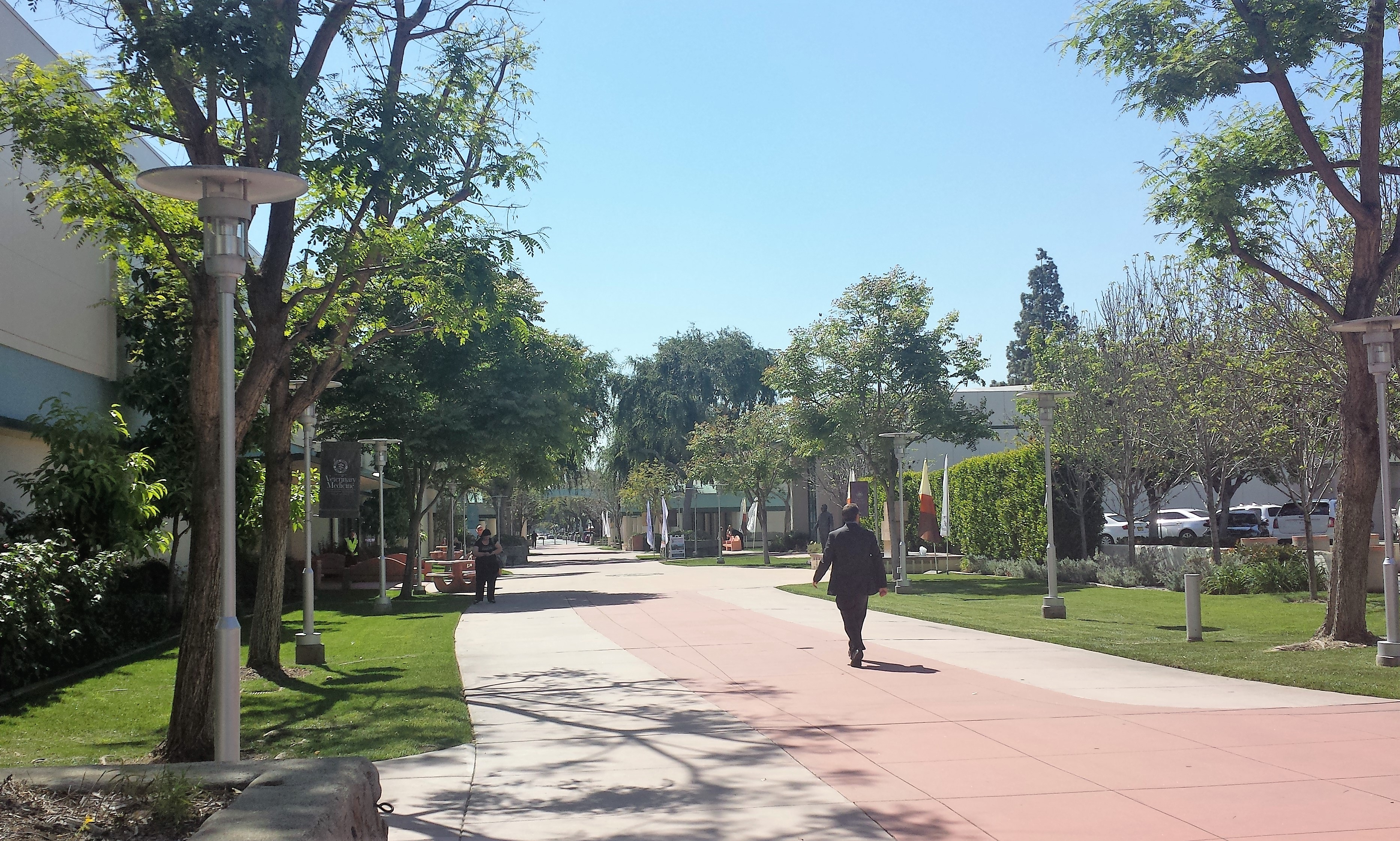
左側にHealth Sciences CenterがあるWesternUのキャンパス内の遊歩道。

キャンパスの中央部には、イーサンアランパーク、健康専門職センター（HPC）、獣医学センター、健康科学センターがある。イーサンアレンパークはペットウェルネスセンターのすぐ西にある。2006年に、学校の評議員会長を務めたイーサン・アレン博士にちなんで名付けられました 。キャンパス内のもう1つの公園は、キャンパスの西端にあるPomona都市公園であるCentennial Park。イーサンアラン公園のすぐ南にあるHealth Professions Centerには、薬学部がありいくつかの教室、研究施設、および学生用コモンがあります。建物は1962年に建てられたPomona Buffumのデパートで、1992年に大学が取得した。口腔衛生を推進する非営利団体であるOral Health for Centerは、Health Professions Centerに基づいている。2012年、オーラルヘルスセンターはWesternUと提携し、カリフォルニアのベイエリアからWesternUのキャンパスに移転した。Health Professions Centerのすぐ西にあるHealth Sciences Centerは、解剖学研究所、整形外科用の整形外科医療のための研究所、および広い教室スペースを備えた2階建ての72,000平方フィートの建物。理学療法の個人指導プログラムがこの建物で行われている。健康科学センターは、以前はナッシュデパートだった。大学は1990年に建物を利用し始め、1993年に購入した。

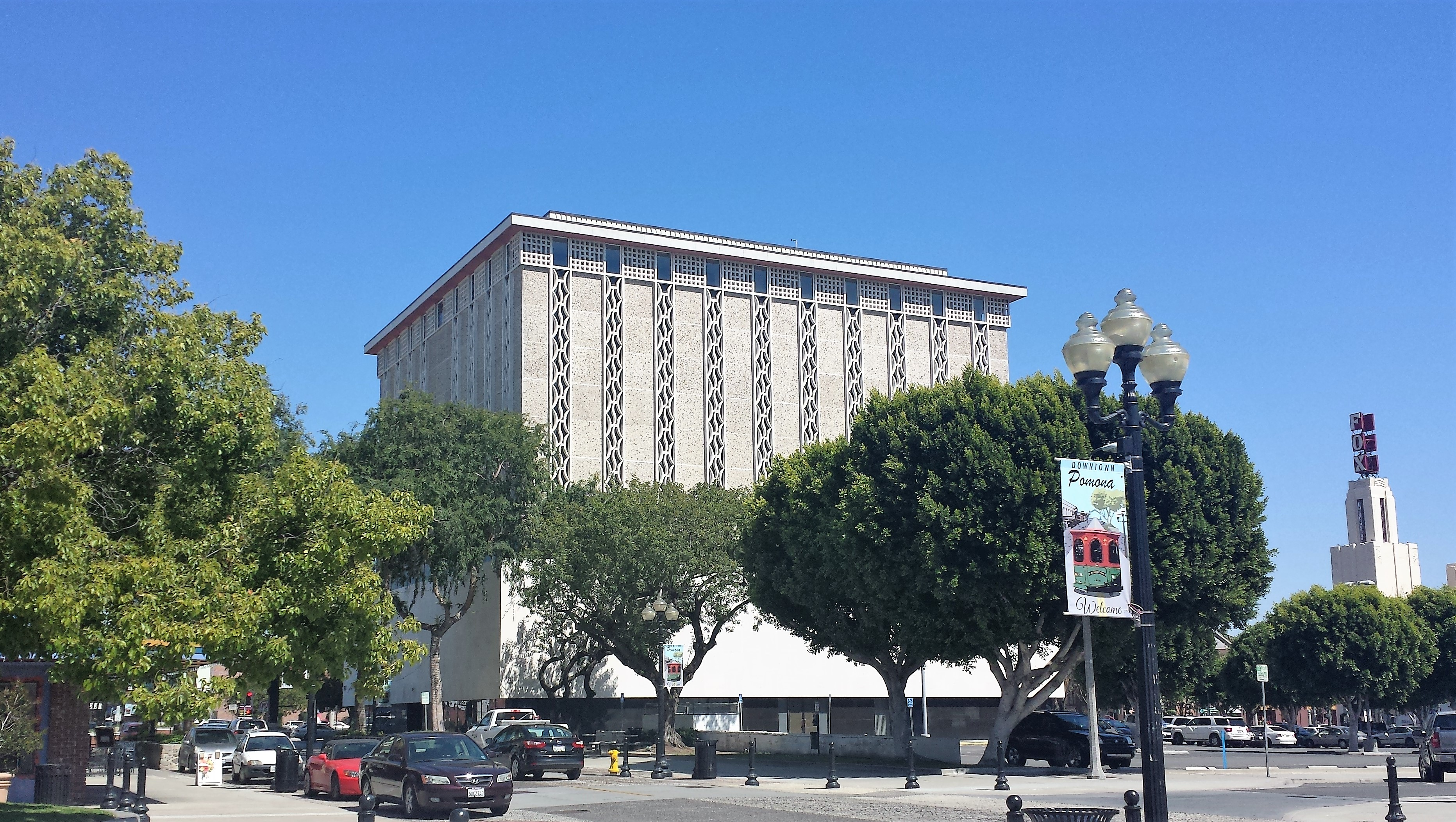
WesternUのアンダーソンタワー、歴史的なフォックスシアターが右側にある。

キャンパスの西側には、ピュメランツ図書館のほかに、研究事務部門や、研究所であるロドニーP.ワインバーグセンター、およびアンダーソンタワー（以前はチェイスバンクビル）があった。ロドニーP.ワインバーグセンターには、研究専用の8,550平方フィートのフロアがある。ここはもともとJCPenneyだった。キャンパスの西端には、多層の35,000平方フィートのPumerantz図書館がある。大学は1998年に建物を取得した後、2001年に図書館を開いた。建物は1929年に建てられ、以前はPacific Telephone＆Telegraph社の交換局だった。2015年、WesternUキャンパスの近くの場所に南カリフォルニア医学博物館がオープンした。
アンダーソンタワーは、Garey通りとSecond Streetのキャンパスの西端を区切るように立っている この7階建ての20世紀半ばの近代的な7万平方フィートの建物は1963年に建設され、WesternUは2013年9月にJPモルガンチェースから建物を購入た 同じ月に、3つのキャンパスビルの上に2,688の太陽電池パネルを建設するために電力会社、ワシントンガスとの合意に達した。ソーラーパネルは2014年2月に完成し、毎年1,100 メガワット時以上のエネルギーを生産する予定である。

### オレゴンキャンパス

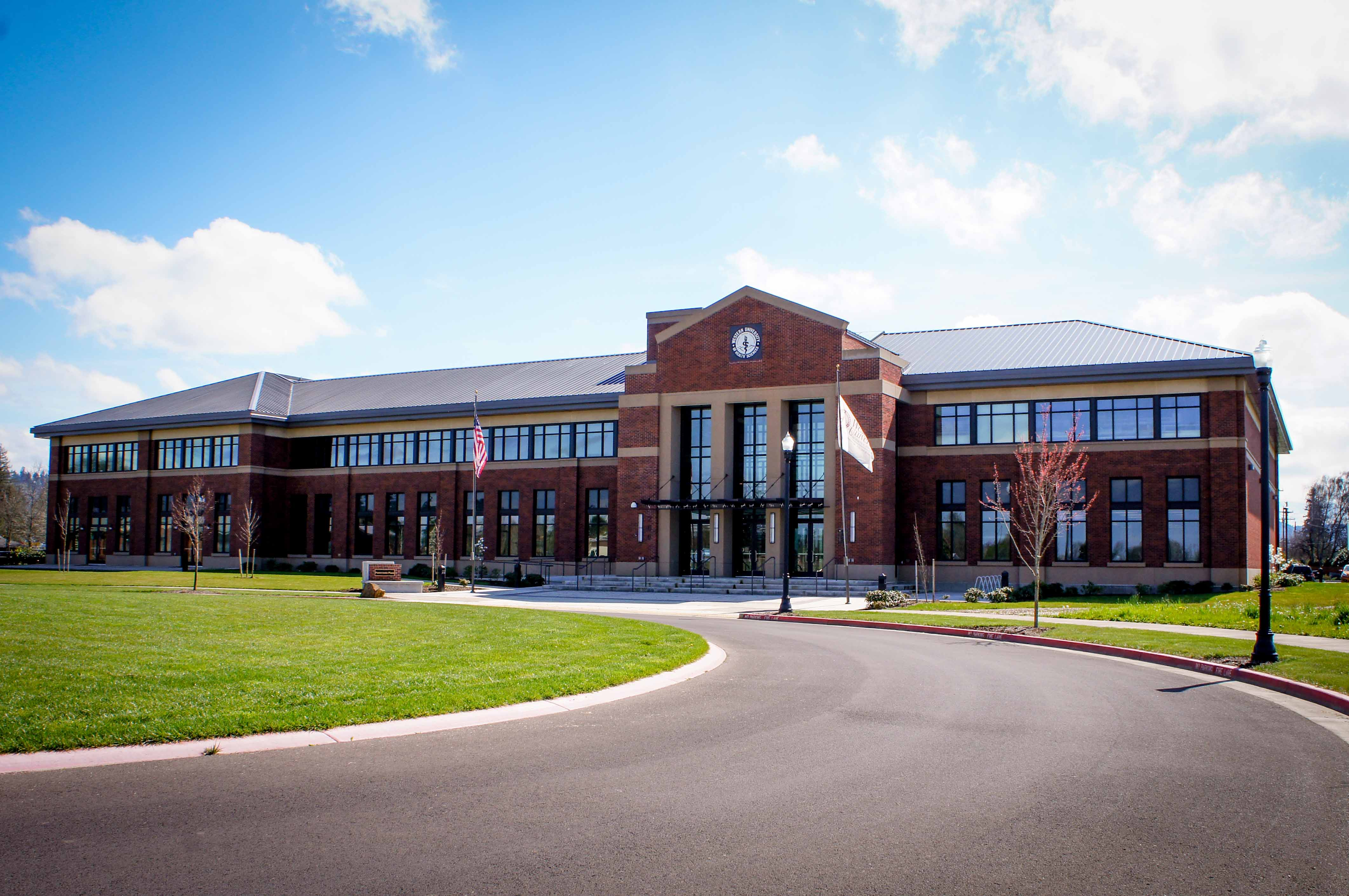
オレゴンキャンパスの本館

WesternUはレバノン に50エーカーの2番目のキャンパスをもつ。所在地は200 Mullins Drive。オレゴン州のキャンパスで最初のプログラムは医学（DO）だだが、他学部や他のプログラムも計画されている。
オレゴンのキャンパスは、サマリア人の健康サービスに隣接しているレバノンコミュニティ病院   は、2009年6月に始まり、2001年8月に抗議を開始した。新しい55,000平方フィート (5,100 m2)  の建物の費用は約1500万ドルであり、これは50エーカーの医療キャンパスの主要構成要素である 。

### キャンパスの安全
WesternUは毎年、キャンパスで報告されたあらゆる全犯罪を記載した安全報告書を発行してる 。2014年、ポモナキャンパスでは、3件の盗難、7件の窃盗、1件の自動車窃盗があり、暴力や強盗はなかった。同年、オレゴンキャンパスで犯罪は報告されなかった。

## 学生
|                     | 学生 |
| ------------------- | ---- |
| アジア/太平洋諸島系 | 33％ |
| 黒/非ヒスパニック系 | 3％  |
| ヒスパニック系      | 14％ |
| 人種/民族は不明     | 3％  |
| 白/非ヒスパニック系 | 35％ |
| その他              | 10％ |

2018 - 19年度に合計3,833人の学生がWesternUに在籍した。WesternUの学生の平均年齢は28歳で、女性61%、男性39％。35％が白人/非ヒスパニック系、33％がアジア系/太平洋諸島系、14％がその他の民族、3％が黒人またはアフリカ系アメリカ人であり、残りの学生は民族不明（10％） 。
WesternUの学生は、膨大な数のキャンパスクラブ と活発な学生自治会に参加している。Sigma Sigma Phi（オステオパシー医学）、Kappa Psi（薬剤学）、Beta Sigma Kappa、Delta Sigma Delta（歯学）、およびPhi Lambda Sigma（薬学）を含む、幅広い学生自治体、研究会、同好会がキャンパスで活躍している。
定期的に公演を主催する大学劇場劇団「Sanus」がある。1985年に医学生がグループが設立した。"Sanus"はラテン語の "sanity"に由来する。学生らは、ストレス解消のための手段として、遊びや演劇を行う機会を利用したと述べた。劇団は引き続き活動しており、他大学の学生も参加している。
キャンパス内のその他の公認学生団体には以下のものがある。
| - アメリカンカレッジオブフットアンドアンクル外科医 - アメリカのオステオパシー家庭医専門学校 - アメリカ医学生協会 - アメリカ医学婦人協会 - アメリカ薬剤師協会 | - アメリカ学生歯科医師会 - アメリカ獣医学会 - アメリカオステオパシーアカデミー - ライオンズクラブ - 人道協会獣医学会 |

## 著名人

### 学部
WesternUは、323名の専任教員と37名の非常勤教員を雇用している。 注目すべき教員は以下の通り。
- クリントンE.アダムス（ DO、MPA、FACHE）、アメリカ海軍の後部提督[79]。
- Brion Benninger（MD、Msc）、「Greyの解剖学第40版」および「ネッター解剖学アトラス」編集者[80]。
- Lawrence B. Harkless（DPM）、糖尿病患者の足に関するADA評議会のメンバー。「糖尿病性フットケアの父」とも呼ばれる[81][82]。
- Joseph Gambone（DO、MPH）、Essentials of Obstetrics and Gynecologyの著者[83]。南極大陸のガンボンピーク（英語版）は1970年に彼の名誉により命名された[84]。
- Lee Rogers（DPM）、足病学の教授、2012年にカリフォルニアの第25地区で米国議会のための前民主党の推薦者 [85]
- Matt J. Wedel（PhD）、古生物学者で解剖学の教授、Aquilops（2014）、Brontomerus（2011）、およびSauroposeidon（2000）を執筆。

### 卒業生
2018年現在、WesternUの卒業生は15,500人以上 。2016-17年度は1,036人の学生が卒業した。注目に値する卒業生は次のとおり。
- ジョンW.フォン、1984年のDOクラス、テレビ番組ERの医学顧問[87]。
- 1984年のDOクラスであるSusan Melvinは、Long Beach Memorial Hospitalの教授（UCIおよびWesternU）および最高医学責任者[88][89]。
- スタン・フレミングは、1985年のクラスをDO、旧ワシントン州共和党立法、ユニバーシティプレースの都市の議員、および退役米陸軍予備軍[90][91]。
- William W. Henning、1986年のDOクラス、内陸帝国保健計画の最高医療責任者（CMO）。[92]
- シンシア・ストッツ、1988年のDOクラス、LA郡/ USCメディカルセンターの158年の歴史の中で最初の女性および最初のDO医師。[93]
- James Lally、1991年のDOクラス、チノバレーメディカルセンターの社長兼CMO、そして米国オリンピック 射撃チームのチーム医師[94]。
- 米国陸軍 中尉の1997年のDOクラスであるLee Burnettも、Student Doctor Networkの創設者であり、エグゼクティブディレクターでもある[95][96][97]。
- Lindsey VanDyke、2013年のDOクラス、Bow Ties、Butterfly、Band-Aidsの作家[98][99]。